# Drew Spence
Pour les articles homonymes, voir Spence.
Drew Spence, née le 23 octobre 1992 à Londres, est une footballeuse internationale jamaïcaine. Elle joue au poste de milieu de terrain à Tottenham Hotspur FC.

## Palmarès

### En club
Chelsea Ladies
- Championne d'Angleterre en 2015, 2017 et 2021
- Vainqueur de la Coupe d'Angleterre en 2015
- Finaliste de la Coupe d'Angleterre en 2016

 Tottenham Hotspur 
- Finaliste de la Coupe d'Angleterre en 2024